# Simo (Balerejo)
Simo is een bestuurslaag in het regentschap Madiun van de provincie Oost-Java, Indonesië. Simo telt 2659 inwoners (volkstelling 2010).